# قلعه انبار گاه
بقایای قلعه انبار گاه مربوط به سده‌های متاخر دوران‌های تاریخی پس از اسلام است و در شهرستان گچساران، بخش مرکزی، ۲ کیلومتری شمال شرقی روستای انبارگاه واقع شده و این اثر در تاریخ ۱۸ شهریور ۱۳۸۷ با شمارهٔ ثبت ۲۳۲۳۲ به‌عنوان یکی از آثار ملی ایران به ثبت رسیده است.